# Сан Мина (Катанцаро)
Сан Мина је насеље у Италији у округу Катанцаро, региону Калабрија.
Према процени из 2011. у насељу је живело 278 становника. Насеље се налази на надморској висини од 532 м.